# Stadhuis van Geraardsbergen

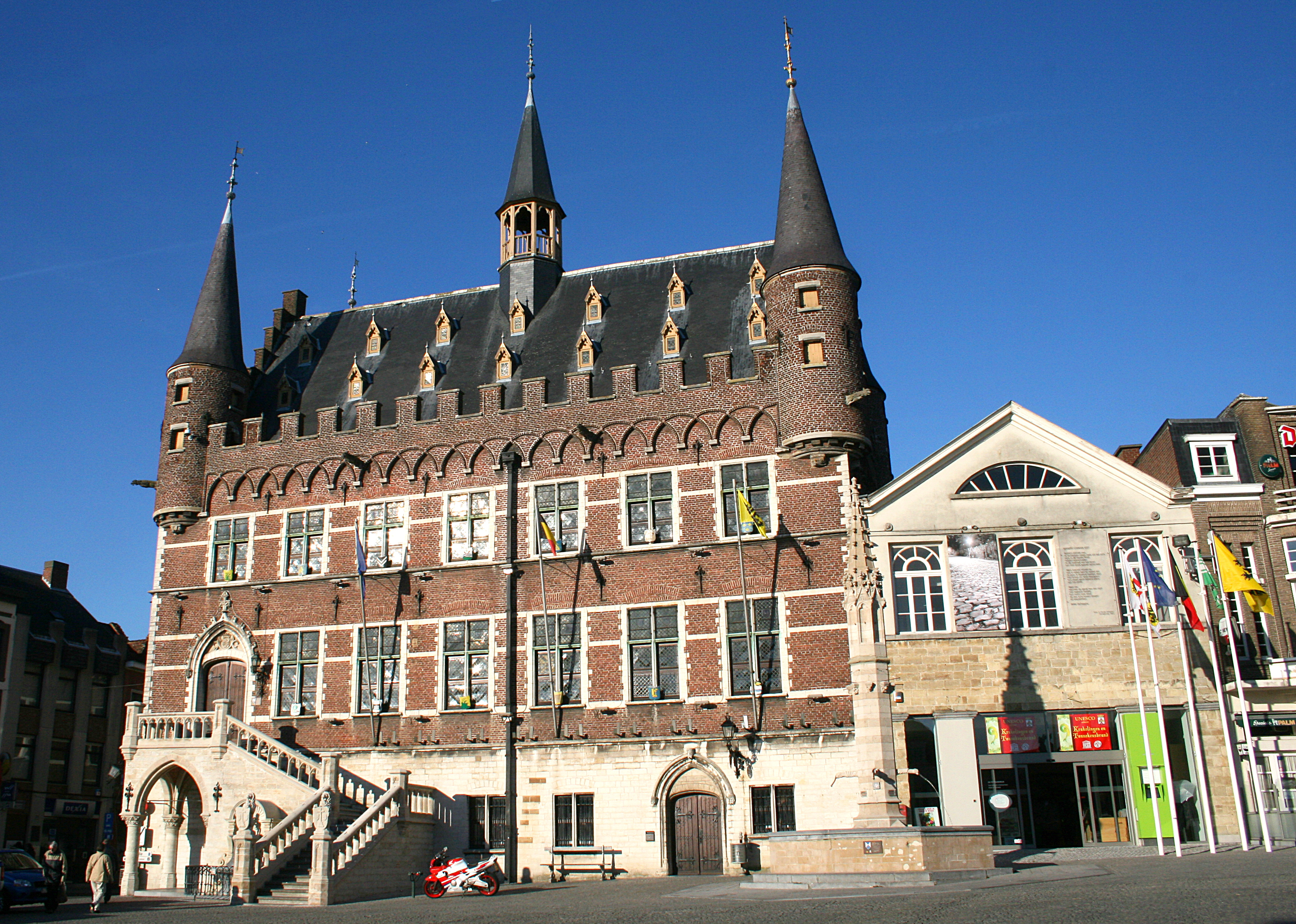
Stadhuis van Geraardsbergen

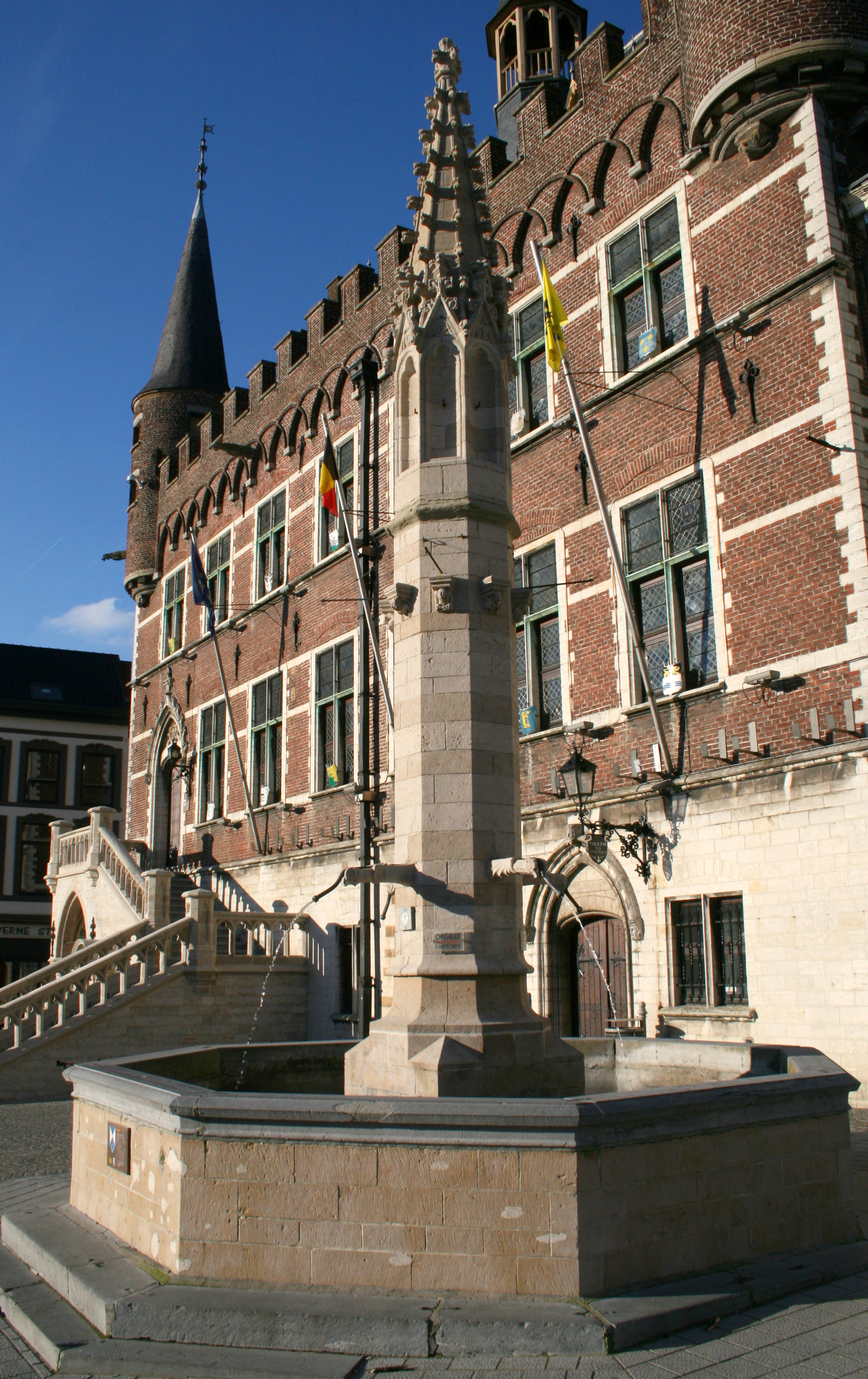
De Marbol voor het Stadhuis van Geraardsbergen

Het Stadhuis van Geraardsbergen is een (sinds 1936 beschermd) historisch monument op de Markt in het Belgische Geraardsbergen. 
In de middeleeuwen stond er een schepenhuis  met vier hoektorens die tot op de grond reikten. In 1598-99 werd het gebouw gerestaureerd na plunderingen en belegeringen. Drie van de vier hoektorens werden flink verkort en er werd een klokkentorentje opgetrokken midden op het dak. Het stadhuis staat afgebeeld op Flandria Illustrata van Sanderus uit 1641. In 1752-53 werd het stadhuis verbouwd in Lodewijk XV-stijl met een bepleisterde gevel. In 1891 werd het stadhuis verbouwd in neogotiek. Architect Pierre Langerock baseerde zich daarvoor op de historische afbeelding van Sanderus uit 1641.
De burgerlijke trouwplechtigheden gaan door in de oude schepenzaal op de eerste verdieping. In die zaal hangt een Laatste Oordeel uit 1525 (met de zeven hoofdzonden) dat schepenen en verdachten aanspoorde tot een rechtvaardig vonnis (deel van Vlaamse Meesters in Situ) . Gruwelijke duivels gaan wild tekeer met zondaars. Het Laatste Oordeel werd geschilderd door Adriaan Moreels en Pieter van Boven. Gemeenteraadszittingen vinden plaats in de Raadzaal op de tweede verdieping. De voormalige lakenhalle op de benedenverdieping is overwelfd met gotische kruisribgewelven en maakt deel uit van het toeristisch infokantoor. Hier is het museum met zwarte chantillykant gevestigd.